# Geneviève Galey
Pour les articles homonymes, voir Galey (homonymie).
Geneviève Galey, née le 13 avril 1944 dans le 7e arrondissement de Paris, est une journaliste française, qui a notamment été rédactrice en chef chez TF1.

## Vie privée
Fille du cinéaste français Louis-Émile Galey, Geneviève Galey est la sœur du critique littéraire et théâtral et écrivain Matthieu Galey, dont elle fut l'exécuteur testamentaire.
Elle épousa Pierre Gueguen. Elle a adopté deux enfants.

## Parcours professionnel
Geneviève Galey a d'abord travaillé pour l'hebdomadaire Paris Match, puis au magazine Le Point comme journaliste politique.
En 1981, elle rejoint Anne Sinclair comme rédactrice en chef de l'émission Les visiteurs du jour, diffusée le midi sur la chaîne de télévision TF1. 
En 1983, elle intègre le service politique de TF1 puis l'équipe du Journal de 13 heures d'Yves Mourousi et Marie-Laure Augry. Elle présente ensuite le dernier journal de la Une, TF1 Nuit, de 1988 à 1991. En 1993, elle est rédactrice en chef des journaux du week-end présentés par Claire Chazal.  
De 1994 à 2008, elle a été la rédactrice en chef du Journal de 20 heures de TF1 présenté par Patrick Poivre d'Arvor, avant de quitter la chaîne début 2009[réf. nécessaire].
Elle est chevalier de l'ordre national du Mérite (2007).

## Publications
Nombreux articles dans plusieurs journaux et hebdomadaires.
Exemple :
- « L'école de Nicole », dans Elle, no 1714, 13 novembre 1978, p. 56-57.

## Distinctions
- Chevalier de l'ordre national du Mérite

## Sources
- Who's Who en France.